# Les Comètes (série télévisée d'animation)
Les Comètes (Bailey's Comets) est une série télévisée d'animation américaine en 32 épisodes de 13 minutes produite par le studio DePatie-Freleng Enterprises et diffusée entre le 8 septembre 1973 et le 31 août 1975 sur le réseau CBS.
En France, la série a été diffusée à partir 5 mai 1976 sur TF1 dans l'émission Les Visiteurs du mercredi, et rediffusée en 1981 sur TF1 dans Croque-Vacances.

## Synopsis
Une compétition endiablée de roller derby (sorte de course de patins à roulettes) engageant quinze équipes dont Les Comètes, a pour but la recherche d'indices disséminés à travers le monde en vue de gagner un prix d'un million de dollars. La compétition est commentée en direct par un duo de reporters qui, partout, suit les concurrents à bord d'un hélicoptère. L'équipe des Comètes est formée de Barnabé, Willy, Pudge, Candy, Bonnie et Félie. Contrairement aux Comètes, les équipes adversaires ne sont pas toujours très honnêtes ni fair-play et sèment de nombreuses embûches aux concurrents. Les Comètes doivent se surpasser pour gagner chaque étape de la course, mais grâce à Willy qui invente toutes sortes de patins spéciaux, ils sortent victorieux de chaque course.

## Fiche technique
- Titre original : Bailey's Comets
- Titre français : Les Comètes
- Réalisation : Sid Marcus, Robert McKimson
- Scénario : David H. DePatie, Friz Freleng, Joe Ruby, Ken Spears
- Direction artistique :
- Musique : Doug Goodwin ; Générique "Bailey's Comets" chanté par Every Thing Under the Song
- Production : Joe Ruby, Ken Spears
- Société de production : DePatie-Freleng Enterprises
- Nombre d'épisodes : 32 (1 saison)
- Durée : 13 minutes
- Date de première diffusion :  États-Unis : 8 septembre 1973 ;  France : 5 mai 1976

## Personnages principaux

### ÉquipeLes Comètes
- Barnabé, le beau blond, meneur de l'équipe
- Candy, la blonde petite amie de Barnabé
- Bonnie, la jeune écervelée à queue de cheval
- Félie, la rouquine aux cheveux courts et au caractère bien trempé
- Willy, le brun à lunettes, inventeur de patins à roulettes spéciaux qui font gagner les Comètes
- Pudge, le petit gros qui aime beaucoup manger des bananes

### Équipes adverses
- Les Jekylls : un groupe de docteurs anglais portant un chapeau haut de forme. Ils peuvent se métamorphoser en Misters Hyde, et ainsi devenir de terribles adversaires.
- Les Cow-boys roulants : des bandits du Far West sur des chevaux munis de patins à roulettes.
- Les Rouleurs de l'espace : Ce sont des extraterrestres qui se déplacent dans une soucoupe… roulante.
- Les Circus rouleurs : cette équipe est composée des membres d’un cirque : un Monsieur Loyal, un homme fort, une femme obèse, un lion, un clown et un homme-élastique.
- Les Carabosse girls : de vilaines sorcières sur balai à roulettes, et leur chat.
- Les Robots roulants : un savant fou et ses trois robots en fer-blanc.
- Les Rouleurs cromagnons : des hommes des cavernes accompagnés de leur dinosaure.
- Les Rouleurs pirates : un capitaine d’antan et ses hommes pirates sur un radeau à voile roulant.
- Les Rock’n roll roulants : c’est un groupe de rock hippie.
- Les Rouleurs inconnus : on ne voit jamais leur visage car ils se déplacent dans un nuage de poussière d’où sortent leurs pieds et leurs mains.
- Les Gargantua : des footballeurs géants et leur entraîneur à casquette, de taille normale.
- Les Lavandières roulantes : composée de fermiers assis dans des bacs à lessive en bois, et d’une bergère à houlette.
- Les Nounours roulants
- Les Indianos : ce sont des loubards assis sur des motos invisibles.

## Production

### Générique français
Le générique tel qu’il a été diffusé en France reprend la version instrumentale du générique américain, lequel est interprété par le groupe Every Thing Under the Song. Il était en effet d’usage dans les années 1960-1970 de ne conserver que la version instrumentale ou bien de traduire la chanson en français.

## Distribution

### Voix françaises
- Bernard Murat : Barnabé
- Arlette Thomas : Candy
- Béatrice Delfe : Bonnie
- Francis Lax : Pudge
- Paule Emanuele : Félie
- Yves-Marie Maurin : Willy
- Georges Atlas : les Docteurs Jekyll
- Henry Djanik : les Misters Hyde
- Jacques Deschamps : 1er commentateur en hélicoptère
- Jacques Thébault : 2e commentateur en hélicoptère
- Gérard Hernandez : voix additionnelles

### Voix originales
- Carl Esser : Barnaby Bailey (VF: Barnabé)
- Karen Smith : Candy
- Sarah Kennedy : Bunny (VF: Bonnie)
- Frank Welker : Pudge
- Kathy Gori : Sarge (VF: Félie)
- Jim Begg : Wheelie (VF: Willy)
- Don Messick : Gabby (1er commentateur en hélicoptère)
- Daws Butler : Dooter Roo (2e commentateur en hélicoptère)

### Épisodes
1. Les Cavernes de Carlsbad (Skateroo to the Carlsbad Clue)
2. Le Chevalier plein de peur et de reproche (To Win or Tolouse)
3. Le Maharadja de Boonzag (Rahja and Out)
4. Le Château hanté (Ghost of a Clue)
5. Titre français inconnu (Heading Home)
6. La Ville éternelle (Roman Race Run)
7. Le Mystérieux Château de Frankenstein (Transylvania Mad Transit)
8. À l'assaut du volcan (Philippine Flip Flop)
9. Titre français inconnu (Space Race)
10. Direction Tokyo (Slow 'n' Go to Tokyo)
11. Titre français inconnu (Loch Ness Mess)
12. Le Voleur de diamants (Deep Blue Clue)
13. La Cité de la Plata (South American Slip Up)
14. La Puce de Tasmanie (Goldfever Goof Up)
15. L'Oasis de Wel Al Kabir (A Kooky Clue and a Mummy Too)
16. La Grande Réserve nationale du Kenya (Kenya Catch That Clue)
17. Les Mystérieux Abominables Hommes des neiges (An Abominable Clue)
18. Titre français inconnu (Madagascar Mix-Up)
19. Le Grand Opéra de Sydney (Bear Blunder Down Under)
20. Titre français inconnu (Trans Turkey Foul Up)
21. Titre français inconnu (Amazon Jungle Bungle)
22. La Boutique de l'horloger (Swiss Swap Switch)
23. La Perle des îles Hawaï (Hawaii Five Uh-Oh)
24. Le Vieux Beffroi d'Heidelberg (Heidelberg Robot Hang Up)
25. Le Sabot d'Amsterdam (Netherland Bubble Trouble)
26. Titre français inconnu (Too Strong for Hong Kong)
27. Titre français inconnu (A Doggone Danish Clue)
28. Direction Budapest (Hungarian Cluelosh)
29. Le Désert de Gobi (Gobi Desert Goof Up)
30. Le Viking (Sargasso Sea You Later)
31. La Toundra glacée de Laponie (Fast Lap in Lapland)
32. Le Cousin du Canada (What's Buzzin' Canadian Cousin)

## Autour de la série
Inspirée d’un sport-spectacle en vogue aux États-Unis dans les années 1970, le roller derby, sorte de course sur patins à roulettes où tous les coups sont permis pour faire tomber les adversaires, Les Comètes était l’un des dessins animés d'ouverture de la toute jeune émission de Christophe Izard, Les Visiteurs du mercredi. Sa loufoquerie et son ingéniosité ont valu à ce dessin animé un bon succès lors de sa diffusion française. Les Comètes s'est également inspiré du dessin animé concurrent à grand succès produit par les studios Hanna-Barbera : Les Fous du volant, avec le méchant Satanas et son chien Diabolo.

## Sources